# Virgen del Azahar
Nuestra Señora del Azahar es una advocación mariana que se venera en Beniaján (Murcia, España).
La talla recibe culto en una pequeña ermita erigida a las afueras de la población, en el paraje denominado Rincón de Villanueva, lugar jalonado por las fecundas huertas que caracterizan esta productiva comarca.
La escultura, tallada por el imaginero Hernández Navarro, es de madera policromada y recibe su nombre por llevar entre las manos un ramo natural de azahar. Es precisamente esa olorosa flor la que brota en los naranjos y limoneros que rodean su iglesia, además de constituir todo un símbolo de prosperidad para los habitantes de la zona.
- Se celebra su festividad el 1 de mayo.
- Esta advocación da nombre a aquellas mujeres llamadas Azahar o Azahara.

## Fiestas
Una semana antes del día de su onomástica, la imagen de la Virgen es llevada hasta la iglesia de San Juan Bautista de Beniaján, principal templo de la villa, donde recibirá cultos especiales durante unos días.
La noche del 30 de abril, rondallas folclóricas se echan a la calle y llenan cada rincón del pueblo con cantos y bailes tradicionales, llamados popularmente "mayos". La comitiva inicia su camino frente a la iglesia de San Juan, donde se aloja la Virgen, recorriendo luego calles y plazas engalanadas con cruces floridas. En muchas de ellas, los vecinos disponen viandas para todos los asistentes.
Al día siguiente tiene lugar la Romería del Azahar, peregrinación que lleva de vuelta a la imagen de la Virgen hasta su ermita. El itinerario atraviesa caminos y veredas para llegar finalmente a las puertas del templo, donde tiene lugar una ceremonia en la que se pide por la protección de las cosechas: es la llamada "Bendición del Azahar".
Tras la Misa Huertana, la jornada concluye en los alrededores de la ermita con una fiesta popular que organizan los romeros.
- Datos: Q7934016